# Притча о верном слуге

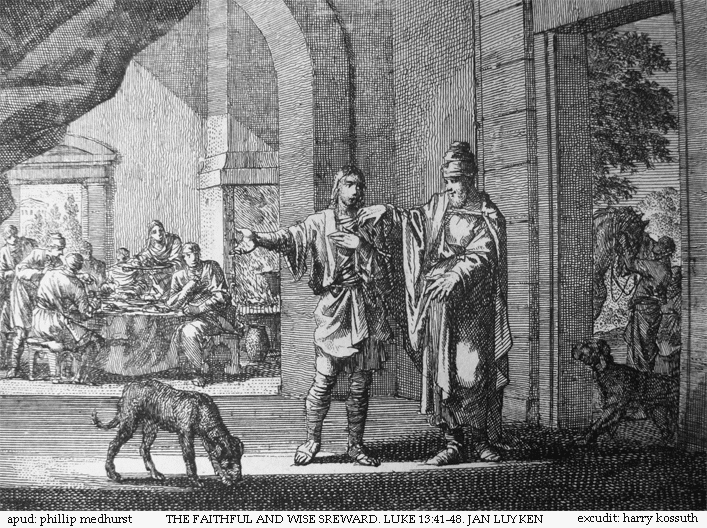
Иллюстрация голландского гравёра
(Яна Лёйкена конец XVII — начало XVIII века, из библии британского художника миниатюр
Роберта Бойера)

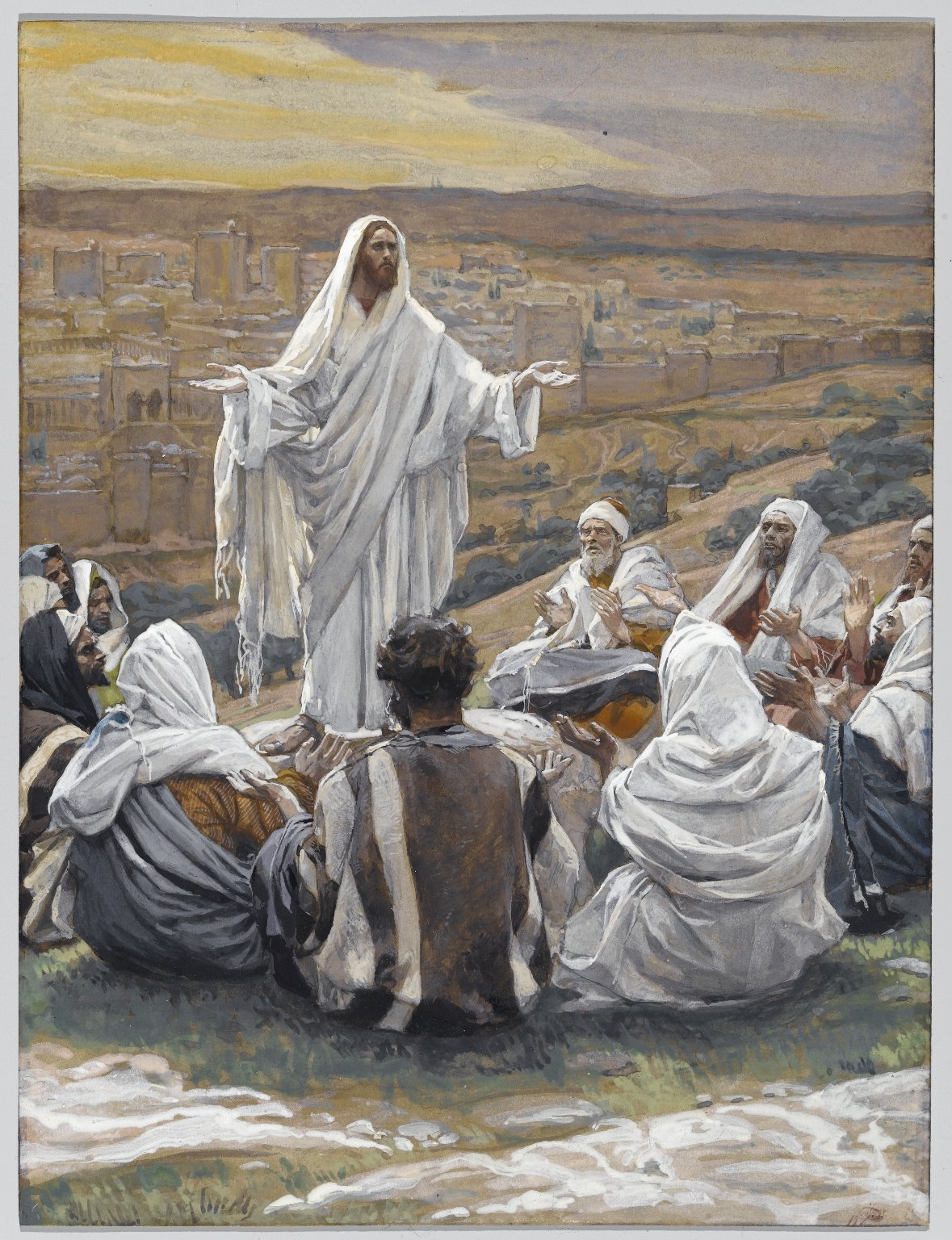
Иисус и ученики

Притча о верном слуге (или Притча о хозяине дома) это притча Иисуса которая содержится в трех из четырех канонических Евангелиях Нового Завета: Матфея (Мф. 24:42-51), Марка (Мк. 13:33-37) и Луки (Лк. 12:35-48) — которые часто называют Синоптическими, поэтому она очень важна для верующих. Также содержится в неканоническом Евангелии от Фомы. В притче говорится о скором пришествии Христа, час которого не определён, поэтому необходимо соблюдать бдительность.

## Повествование
В Евангелии от Луки притча выглядит следующим образом:

Да будут чресла ваши препоясаны и светильники горящи. И вы будьте подобны людям, ожидающим возвращения господина своего с брака, дабы, когда придёт и постучит, тотчас отворить ему. Блаженны рабы те, которых господин, придя, найдёт бодрствующими; истинно говорю вам, он препояшется и посадит их, и, подходя, станет служить им. И если придёт во вторую стражу, и в третью стражу придёт, и найдёт их так, то блаженны рабы те. Вы знаете, что если бы ведал хозяин дома, в который час придёт вор, то бодрствовал бы и не допустил бы подкопать дом свой. Будьте же и вы готовы, ибо, в который час не думаете, приидет Сын Человеческий. Тогда сказал Ему Петр: 
«Господи! к нам ли притчу сию говоришь, или и ко всем?»
Господь же сказал:
«Кто верный и благоразумный домоправитель, которого господин поставил над слугами своими раздавать им в своё время меру хлеба? Блажен раб тот, которого господин его, придя, найдет поступающим так. Истинно говорю вам, что над всем имением своим поставит его. Если же раб тот скажет в сердце своём: не скоро придет господин мой, и начнет бить слуг и служанок, есть и пить и напиваться, — то придёт господин раба того в день, в который он не ожидает, и в час, в который не думает, и рассечёт его, и подвергнет его одной участи с неверными. Раб же тот, который знал волю господина своего, и не был готов, и не делал по воле его, бит будет много; а который не знал, и сделал достойное наказания, бит будет меньше. И от всякого, кому дано много, много и потребуется, и кому много вверено, с того больше взыщут».  
—  Лк. 12:35-48

## Интерпретация
Притча представляет собой последовательный ответ на вопрос заданный в Евангелии от Матфея:

Когда же сидел Он на горе Елеонской, то приступили к Нему ученики наедине и спросили: скажи нам, когда это будет? и какой признак Твоего пришествия и кончины века?
— Мф. 24:3
В эту последовательность включается Притча о смоковнице (Мф. 24:32-35) и Притча о десяти девах (Мф. 25:1-13). Притча о десяти девах усиливает призыв о неподготовленности ко второму пришествию Христа. Эти притчи имеют аналогичные,  эсхатологические темы: готовность к судному дню и концу света.
В Евангелии от Матфея, притча начинается с запрета: «Итак, бодрствуйте, потому что вы не знаете, в который час Господь ваш придет» (Мф. 24:42). Этот запрет также содержится в Евангелиях от Марка (Мк. 13:35) и Луки (Лк. 12:37, Лк. 12:39). Другими словами, «ученик должен оставаться готовым к пришествию Господа, сохранять бдительность и бодрствование на своём посту». Это указывает на признаки того, что будет второе пришествие Иисуса, точное время которого неизвестно. В начале притчи говорится о небесном банкете и напоминает Притчу о десяти девах в Евангелии Матфея, которая следует за Притчей о верном слуге.
Вторая часть притчи содержит предупреждение, что многое будет требоваться от лица, которому было многое дано (Лк. 48). Христианский богослов Дж. Дуайт Пентиксот (J. Dwight Pentecost) пишет, что эта притча: «подчеркивает, что данные привилегии влекут за собой ответственность, а ответственность влечет за собой подотчетность». Особенно это относится к религиозным лидерам.
В 2008 году Бенедикт XVI, в своей проповеди говорил, что мы должны молиться, как учит Святой Марк: «Мы готовимся к пришествию Христа… Будьте осторожны … Иисус сказал об этом в краткой притче о хозяине дома, который не знает, когда он вернется (Мк. 13:33-37). Поэтому следуете за Господом и выбирайте любовь, так как он выбрал любовь и всей своей жизнью соответствовал ей».
Свидетели Иеговы определили слугу, в роли своего Управляющего органа, которое распространяет духовную пищу для последователей Христа. Они трактовали слугу в притче как «верного и благоразумного раба». Этот термин они используют в качестве главной концепции своей центральной системы. А под своей доктриной подразумевают группу помазанников христиан, которые работают под непосредственным контролем Христа. Доктрина была сформулирована 1881 году Чарльзом Расселом. Затем, основанная им организация — Общество сторожевой башни высказалась, что слуга это не один человек, а несколько людей помазанных единым духом Христовым. В 2012 году общество заявило, что раб ими понимается как синоним Управляющего органа, представляющий собой небольшую группу помазанных старейшин, которые работают в мировой штаб квартире религии.

## Гимн
Притча является темой для нескольких гимнов, в том числе гимна середины XVIII века «рабы Господа», английского гимнописателя Филипа Доддрайджа (Philip Doddridge). Гимн заканчивается такими словами:
Христос распространяет банкет,
Со Своей королевской стороны,
И поднимает голову, своего верного слуги,
На фоне ангельского группы.